# Baía de Rivoli
A Baía de Rivoli (em francês:  Baie de Rivoli e em inglês: Rivoli Bay) é uma baía localizada na costa sudeste do estado australiano da Austrália Meridional, cerca de 311 quilômetros ao sul-sudeste da capital do estado, Adelaide, e cerca de 65 quilômetros a noroeste por oeste da sede urbana de Monte Gambier. Foi nomeado em 1802 pela expedição Baudin de 1800-03 em homenagem a André Masséna, duque de Rivoli e Marechal de França.

## Extensão e descrição
A Baía de Rivoli fica entre o Cabo Martin em sua extremidade noroeste e o Cabo Buffon em sua extremidade sudeste, na costa sudeste do sul da Austrália. A parte central da baía é descrita como “obstruída por numerosos recifes, manchas rochosas e baixios e é perigosa para a navegação” e como tendo “uma praia arenosa”. Uma pequena ilha chamada Ilha dos Pinguins está localizada imediatamente adjacente ao Cabo Martin.
A baía é dentre as quatro na costa sul da Austrália considerada pelo Governo Australiano como uma "baía histórica" sob a Lei dos Mares e Terras Submersas de 1973 e foi proclamada como tal em 1987 e novamente em 2006 e em 2016, decorrente do fato que a foz da baía está na linha de base dos mares territoriais e as águas dentro da baía são consideradas águas internas de acordo com a definição usada na Convenção das Nações Unidas sobre o Direito do Mar.
Ajudas de navegação estão localizados em ambas as extremidades da baía, como o Farol do Cabo Martin no promontório norte e uma fonte de luz no promontório sul no Cabo Buffon.

## Descoberta europeia

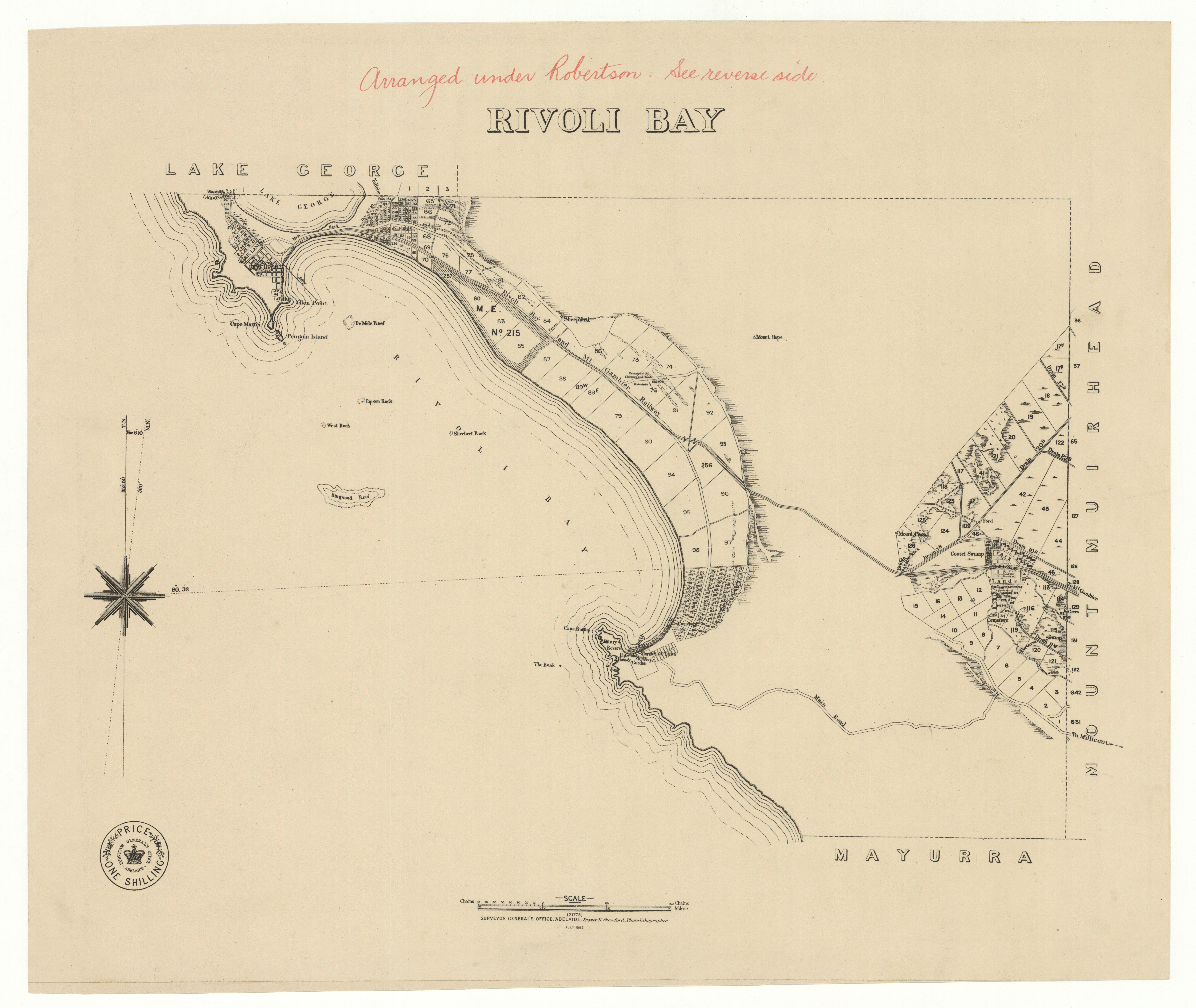
Mapa da Baía de Rivoli, 1882

A Baía de Rivoli foi nomeada em 1802 por François Peron e Louis Claude de Freycinet, tripulantes da expedição Baudin de 1800-03, em homenagem a André Masséna, duque de Rivoli e Marechal de França.
Uma estação baleeira operava em terra na baía do final da década de 1830 até a década de 1840. Foi inicialmente operada por William Dutton e pela família Henty, que estavam associados à caça às baleias na Baía de Portland.
Leões marinhos australianos foram caçados na Baía de Rivoli por causa de suas peles na década de 1870.

## Portos e povoamentos
Beachport e Southend são dois assentamentos localizados às margens da baía. Ambos possuem infraestrutura portuária composta por molhes.

## Áreas protegidas
O Parque Nacional de Canunda e o Parque de Conservação da Ilha dos Pinguins são áreas protegidas localizadas ao longo da extensão da baía.